# Rojiv, Makariv
Rojiv (în ucraineană Рожів) este o comună în raionul Makariv, regiunea Kiev, Ucraina, formată numai din satul de reședință.

## Demografie
Componența lingvistică a comunei Rojiv
     Ucraineană (97,62%)
     Rusă (2,38%)
Conform recensământului din 2001, majoritatea populației comunei Rojiv era vorbitoare de ucraineană (97,62%), existând în minoritate și vorbitori de rusă (2,38%).